# Germanite
La germanite è un minerale appartenente al gruppo omonimo.

## Abito cristallino
Granulare.

## Origine e giacitura
In giacimenti metalliferi complessi associato a minerali primari di zinco, piombo e rame tra cui tennantite, enargite, galena e sfalerite.

## Forma in cui si presenta in natura
Granulare, non si conoscono cristalli distinti, tuttavia si hanno masse compatte, microcristalline.
Per alterazione della germanite si possono formare vari minerali secondari di gallio e germanio, tra cui:
- la stottite (ossido di germanio e ferro)
- la fleisherite e la itoite (solfati di germanio e piombo)
- la schauertite (solfato di germanio e calcio)
- e la söhngeite (idrossido di gallio).

## Proprietà chimico-fisiche
- Solubilità: il minerale risulta solubile completamente in acqua regia[3]
- Peso molecolare: 3192,14 grammomolecole[1]
- Indice di elettroni 4,20 g/cm³[1]
- Indici quantici[1]:
  - Fermioni: 0,01
  - Bosoni: 0,99
- Indici di fotoelettricità[1]:
  - PE: 32,75 barn/elettrone
  - ρ: 137,38 barn/cm³
- Indice di radioattività:  GRapi = 0 (Il minerale non è radioattivo)[1]

## Località di ritrovamento
La varietà pura è stata trovata esclusivamente a Tsumeb in Namibia, mentre nel Kazakistan sono state trovate delle varietà di germanite ricche di vanadio e tungsteno.